# Tachina erucarum
Tachina erucarum là một loài ruồi trong họ Tachinidae.